# 제주 전쟁역사평화박물관
제주 전쟁역사평화박물관(濟州戰爭歷史平和博物館)은 대한민국 제주특별자치도 제주시에 있는 기관단체이자 사립박물관이다. 2004년 2월에 개관했다.
평화박물관은 부지 약 1만미터, 연면적 약 980미터 규모이고 1층의 건물이다. 가마오름 땅굴은 체험학습장 및 관광 자원으로 복원·활용되어있으며 일제강점기에 당한 일제 침략 전쟁 의해 저지른 참상을 고발하고 평화의 교육을 활용하기 위해 설립했다.

## 연혁
- 2004년 2월: 평화박물관 개관
- 2004년 5월: 박물관 등록(제주2004-1호)
- 2006년 12월: 제주 가마오름 둥굴 진지 문화재등록
- 2008년 2월: 영상관 2,3관 준공식
- 2008년 11월: 우수관광사업체 지정(제주특별자치도)
- 2009년 6월: 등록문화재(제308호) 복원 사업 실시
- 2010년 11월: 등록문화재(제308호) 확장 복원 및 보수
- 2011년 6월: 6.25전쟁 전시관개관

## 전시
- 전시실

위안부 및 일제강점기 수탈에 관한 자료를 전시하고 있다.
- 영상실

당시 전쟁때 대한 모든 것을 영상을 드러내고 있다.
- 6.25전쟁 전시관

6.25전쟁과 남침에 관한 자료나 사진을 전시하고 있다.
- 야외전시

가마오름 동굴, 관람 안전시설